# Jak X: Combat Racing Official Soundtrack
Jak X: Combat Racing Official Soundtrack è la colonna sonora del videogioco Jak X, realizzata dai musicisti statunitensi Billy Howerdel e Larry Hopkins e pubblicata nel 2020 dalla Limited Run Games.

## Descrizione
Si tratta del primo lavoro solista di Billy Howerdel, commissionato da Naughty Dog nel 2005 mentre si trovava in pausa con gli A Perfect Circle. Per Hopkins si tratta invece della terza collaborazione con lo studio, dopo aver composto le colonne sonore dei precedenti Jak II: Renegade e Jak 3.
La colonna sonora è stata distribuita in formato fisico solo quindici anni dopo nel 2020 in occasione della pubblicazione di un'edizione cofanetto del gioco in tiratura limitata a 3500 copie.

## Tracce
CD 1
Musiche di Billy Howerdel.
1. Crash and Burn – 3:28
2. Angels – 3:38
3. Hybrid – 4:01
4. Bird – 3:41
5. Survive – 2:58
6. Turbulence – 2:47
7. Rev-Up – 3:08
8. Fracture – 2:18
9. Missile – 3:44
10. Turbofield – 3:50
11. Heli – 4:12
12. Fragfest – 3:49
13. Slide – 4:06
14. Run the Table – 3:07
15. To the Dead – 4:32
16. Tempest – 4:11
17. Theater – 2:40
18. Survive – 2:54
19. Steel – 3:26
20. Reborn (Exclusive Remix by El-P feat. Cage) – 3:51

CD 2
Musiche di Larry Hopkins.
1. Poison Toast – 2:29
2. The First Race A – 0:39
3. The First Race B – 0:38
4. More Heat – 0:38
5. Win or Die – 0:35
6. Welcome to the Deathdrome! – 0:21
7. Razer's Threat – 0:34
8. A New Color Commentator – 1:28
9. Race for Prizes – 1:03
10. UR-86 Zeroes in on Jak – 0:38
11. Sig Returns A – 0:21
12. Sig Returns B – 0:28
13. The First Grand Prix – 0:38
14. Keira Wants to Race – 0:38
15. Kleiver Shows Up – 0:42
16. Kleiver Wants to Play – 0:33
17. The Team Ponders – 0:34
18. Back in Haven City – 0:34
19. The Second Grand Prix – 0:53
20. Can We Trust Mizo? – 0:47
21. The Third Grand Prix – 0:27
22. Blitz's Father Was a Racer – 0:30
23. Mizo Offers a Deal – 0:33
24. Jak Confronts Razer – 0:31
25. Jak Beats Razer – 0:21
26. Jak's Car Was Sabotaged – 0:43
27. Jak's Dark Secret – 0:28
28. Blitz Bares All – 0:35
29. The Final Race A – 0:27
30. The Final Race B – 0:31
31. Jak Wins It All – 0:47
32. Mizo's End – 0:44
33. Photo Finish – 1:32